# 武关镇
武关镇，是中华人民共和国陕西省商洛市丹凤县下辖的一个乡镇级行政单位。
2015年，陕西省民政厅批复同意撤销北赵川镇，并入武关镇。

## 行政区划
武关镇下辖以下地区：
武关村、南坪村、惠家坪村、小斜峪村、段家湾村、毛坪村、梅庄村、楼子村、瓜子沟村、碾子村、阳阴村、桥西村、坪安村、枣园村、姜坪村、黄蝉村、粟子坪村和梨园村。